# Bravo ragazzo (album Guè)
Bravo ragazzo è il secondo album in studio del rapper italiano Guè, pubblicato il 4 giugno 2013 dalla Universal Music Group.
L'album ha esordito alla seconda posizione della classifica italiana degli album ed è stato certificato disco di platino dalla FIMI per le oltre 50 000 copie vendute.

## Descrizione
Il disco presenta 19 brani, alcuni dei quali realizzati mediante la collaborazione con vari artisti, tra cui Fabri Fibra, Jake La Furia e Marracash. Riguardo alla sua lavorazione, il rapper lo ha in seguito definito come il suo primo vero album da solista, sottolineando che il precedente Il ragazzo d'oro lo ritiene un lavoro «non riuscito al cento per cento»:

## Promozione
Le informazioni relative al secondo album in studio giungono nei primi giorni del mese di aprile 2013, quando sono state rivelate le prime collaborazioni (ovvero quelle di Marracash e della cantante britannica Arlissa) e il trailer relativo al primo singolo estratto, intitolato Business, prodotto da 2nd Roof e pubblicato il 5 aprile su iTunes. Il video musicale viene invece pubblicato il 9 aprile. Il trailer inoltre ha rivelato anche la data di pubblicazione dell'album, fissata per il 4 giugno. Successivamente viene annunciato il secondo singolo Rose nere, pubblicato su iTunes il 23 aprile; il video invece è stato pubblicato su YouTube il 26 aprile, data in cui viene rivelato il titolo dell'album.
Il 29 aprile il rapper ha annunciato di aver consegnato il master dell'album, mentre il 7 maggio annuncia il terzo singolo estratto dal disco, ovvero la title track, la quale è stata pubblicata su iTunes il 10 maggio. Il 9 maggio l'artista ha invece annunciato attraverso la propria pagina Facebook la lista tracce dell'album.
Il 13 giugno 2013 è stata pubblicata un'anteprima del video di Il drink & la jolla, brano realizzato con la partecipazione di Ntò dei Co'Sang; il video è stato pubblicato cinque giorni più tardi. Il 9 luglio viene annunciata l'uscita del video di Tornare indietro, realizzato insieme alla cantante britannica Arlissa e pubblicato come quarto singolo il 15 dello stesso mese, mentre il 12 settembre è stato annunciato il video del brano Brivido, realizzato insieme a Marracash e pubblicato il 17 settembre.

### Pubblicazione
Il 25 maggio è stato annunciato il pre-ordine dell'album in due versioni differenti: standard (CD e download digitale) e Deluxe. Quest'ultima, pubblicata il 10 giugno, è costituita da un disco aggiuntivo contenente l'EP Oh mio Dio! EP, la quale contiene anche R.E.B., singolo prodotto dai Crookers e pubblicato nel 2012; la versione disponibile sull'iTunes Store invece contiene i video di Business e di Rose nere, oltre al making of dell'album e una versione orchestrale di Rose nere prodotta da Marco Zangirolami.
Il 30 ottobre 2013 il rapper ha annunciato la pubblicazione di un'ulteriore edizione speciale dell'album, intitolata Bravo ragazzo - Royal Edition. Pubblicata il 26 novembre, questa versione contiene due CD (il primo contiene l'album originale e il secondo, intitolato Bravissimo ragazzo, contiene invece alcuni remix, inediti e brani dal vivo) e un DVD che racchiude un concerto tenuto dal rapper durante il tour di supporto all'album. La versione pubblicata sull'iTunes Store vede la sostituzione del DVD con l'intero concerto in versione audio, successivamente pubblicato anche in formato CD il 1º aprile 2014 con il nome di Bravo ragazzo live.

## Tracce
1. Business – 3:37
2. Bravo ragazzo – 2:59
3. Il drink & la jolla (feat. Ntò) – 3:50
4. Rose nere – 4:32
5. In orbita (feat. Fabri Fibra) – 4:22
6. Uno come me – 3:30
7. Indelebile (feat. Fedez) – 3:50
8. Sul tetto del mondo (feat. Emis Killa) – 3:36
9. Scappati di casa – 4:00
10. Tornare indietro (feat. Arlissa) – 3:34
11. Brivido (feat. Marracash) – 3:47
12. Easy Boy (feat. Jake La Furia) – 3:58
13. Come mai (Itaglia) (feat. Ensi) – 4:02
14. Ruggine e ossa (feat. Julia Lenti) – 3:25
15. Puoi toccarmi (feat. Tormento & Caprice) – 3:51
16. Hey Baby – 3:03
17. La mia ragazza è gangsta – 3:25
18. Barbie vs. Marley – 3:34
19. Fuori – 4:41

Tracce bonus nell'edizione di iTunes
1. Rose nere (Unplugged) – 3:51
2. Bravo ragazzo - Il documentario (Video) – 38:17
3. Business (Video) – 3:37
4. Rose nere (Video) – 4:36

Oh mio Dio! EP – CD bonus presente nell'edizione deluxe
1. Oh mio Dio! (feat. Zuli) – 3:18
2. Gueddafi 2013 – 2:47
3. Si sboccia – 3:17
4. R.E.B. – 3:34
5. Forza campione 2013 (feat. Zuli & Ensi) – 4:34
6. Amore o soldi 2013 (feat. Daniele Vit) – 3:59

Contenuto bonus nella Royal Edition
- Disc 2 – "Bravissimo ragazzo" - Inediti e rarità

1. Brivido (feat. Marracash) (Soundtrack Version – The Opening) – 4:07
2. Quei bravi ragazzi (feat. Clementino) – 4:01
3. Golden Boys (DJ Jay-K feat. Gué Pequeno e Stress) – 3:05
4. Si sboccia Remix (feat. Vincenzo da Via Anfossi) – 3:36
5. Oh mio Dio! (feat. Zuli) – 3:18
6. Bravo ragazzo (Pink Is Punk "Fai il bravo" Remix) – 3:06
7. La mia ragazza è gangsta (Ackkejuice Rockers Remix) – 3:25
8. Barbie vs. Marley (Tayone Remix) – 3:05
9. Giù il soffitto/Bravo ragazzo (Live @ Bravo Ragazzo Tour 2013) – 5:35
10. Il drink & la jolla/Il ragazzo d'oro (Live @ Bravo Ragazzo Tour 2013) – 5:30
11. Tornare indietro (Live @ Bravo Ragazzo Tour 2013) – 3:47
12. Rose nere (Soundtrack Version – The End) – 3:52

- Disc 3 – "Bravo ragazzo - Live DVD

1. Easy Boy (feat. Jake La Furia) – 5:20
2. Uno come me – 3:42
3. Giù il soffitto – 2:07
4. Bravo ragazzo – 3:28
5. Si sboccia – 2:29
6. La mia ragazza è gangsta – 3:07
7. Barbie vs. Marley – 2:25
8. R.E.B. – 2:38
9. Business – 3:44
10. DJ Jay-K Interlude – 1:36
11. Ultimi giorni – 3:28
12. Scappati di casa – 4:34
13. All'ultimo respiro – 1:57
14. Tornare indietro – 3:47
15. Forza campione – 4:02
16. Il drink & la jolla – 2:17
17. Il ragazzo d'oro – 3:13
18. S.E.N.I.C.A.R. (feat. Marracash) – 4:02
19. Brivido (feat. Marracash) – 5:08
20. Rose nere – 5:42

## Formazione
Musicisti
- Gué Pequeno – rapping, voce
- Ntò – rapping in Il drink & la jolla
- Fabri Fibra – rapping in In orbita
- Fedez – rapping in Indelebile
- Emis Killa – rapping in Sul tetto del mondo
- Arlissa – voce in Tornare indietro
- Marracash – rapping in Brivido
- Jake La Furia – rapping in Easy Boy
- Ensi – rapping in Come mai (Itaglia) e in Forza campione 2013
- Julia Lenti – voce in Ruggine e ossa
- Tormento – rapping e voce in Puoi toccarmi
- Caprice – voce in Puoi toccarmi
- Marco Zangirolami – direttore d'orchestra e produzione di Rose nere (Unplugged)
- Zuli – rapping in Oh mio Dio! e in Forza campione 2013
- Daniele Vit – voce in Amore o soldi 2013

Produzione
- 2nd Roof – produzione di Business, Indelebile, Scappati di casa, Easy Boy, Come mai (Itaglia), Fuori, Si sboccia e di Forza campione 2013
- Don Joe – produzione di Bravo ragazzo, Sul tetto del mondo, Hey Baby e di La mia ragazza è gansta
- Animalsons – produzione di Il drink & la jolla e di Rose nere
- Aucan – produzione di In orbita
- Da Beat Freakz – produzione di Uno come me, Tornare indietro e di Ruggine e ossa
- Zef – produzione di Brivido e di Oh mio Dio!
- Shablo – produzione di Puoi toccarmi
- Jason Rooney – produzione di La mia ragazza è gangsta
- Crookers – produzione di Barbie vs. Marley e di R.E.B.
- DJ Andry – produzione di Gueddafi 2013
- The Ceasars – produzione di Amore o soldi 2013
- Andrea "DB" Debernardi – missaggio

## Classifiche

### Classifiche settimanali
| Classifica (2013) | Posizione massima |
| ----------------- | ----------------- |
| Italia            | 2                 |
| Svizzera          | 69                |

### Classifiche di fine anno
| Classifica (2013) | Posizione |
| ----------------- | --------- |
| Italia            | 23        |
| Classifica (2014) | Posizione |
| Italia            | 90        |